# فيرخنيايا بالكارييا (قبردينو - بلقاريا)
فيركنيايا بالكارييا (بالروسية: Верхняя Балкария) هي مدينة في جمهورية قبردينو - بلقاريا في روسيا.
يبلغ عدد سكانها حوالي 3924 نسمة.